# Трсатски реликвијар
Трсатски реликвијар је моћник у облику стабла који се састоји од 40 позлаћених сребрних окова, у којима се налазе дијелови моштију светаца (15. или 16. вијек).

## Историја
Данас се налази у ризници фрањевачког самостана на Трсату код Ријеке. Скоро сви дијелови реликвијара су припадали српској владарској породици Бранковића, а удајом за титуларног српског деспота Вука Бранковића, насљедила га је рашка (српска) деспотица Барбара Франкопан Бранковић, која га поклања манастиру на Трсату. Фрањо Главинић је спомиње као деспотицу и принцезу рашку (лат. L' Anno 1570. Barbara Desputouizza Prencipessa di Rassia.)   Она је живила са својим мужем Вуком у Купнику у Сријему и на Бијелој Стијени у Славонији, гдје је наставила да живи и након смрти мужа. Сви изгравирани текстови на позадини оквира у којима су дјелићи моштију су исписани српском ћирилицом, осим једног, који је на грчком језику. Један од текстова је и посвета деспотовице Барбаре изгравирана ћирилицом. Најпотпунија анализа реликвијара је рад историчара умјетности Бранислава Цветковића. 2020. је у издању Завичајног музеја у Јагодини објавио књигу Трсатски реликвијар. Аутор сматра да је Барбара била православне вјере, бар у периоду брака са деспотом Вуком. Она је била нећакиња Мартина Франкопана, оснивача манастира на Трсату.

## Реликвијар
У оквир овог реликвијара у виду гране од позлаћених сребрних цијеви са стилизованим цвјетовима, листовима и трновима, првобитно је уклопљено четрдесет посебних носача моштију различитих облика са биљним и геометријским украсима, изведеним у техникама ливења, искуцавања и филиграна. Ту су дјелићи моштију источних светаца: Светог Тирса, Светог Вартоломеја... а због дјелића моштију католичке светитељке, Свете Кларе, католици реликвијар неоправдано покушавају измјестити из српско-православног источног културног миљеа, у западни-католички. Реликвијар је сложен композит од временски и стилски различитих цјелина, које су дјело петорице гравера или златара. Највећи број носача моштију, као и грану која их повезује, извео је мајстор савременик деспотице Барбаре, који у старосрпским натписима користи икавицу, а у изради окова се ослања на средњоевропске, уже мађарске обрасце. Тиме се битно разликује од четворице старијих аутора носача моштију, чији окови технички и стилски припадају традицији позновизантијских радова ове врсте. На носачима тројице гравера постоје натписи с једнојеровим и двојеровим ресавским правописом, док оков четвртог мајстора има натпис на грчком језику. Окови су настајали у различито вријеме, а поједини носачи могли су бити израђени у дворској радионици у Смедереву и, сходно томе, припадају ранијим генерацијама Бранковића. Једини оков са грчким натписом је византијског поријекла.

### Панагијар
Панагијар је дио сложеног Трсатског реликвијара. Настао је прије 1485. године. Величина и садржај панагијара, који чине драгуљи, бисери и мошти оковане у позлаћеним сребрним носачима, пружају основу да се овај предмет класификује у групу позновизантијских напрсних панагијара-реликвијара и енколпија разноврсних облика. Посветни натпис на позађу одређује га као поруџбину деспотице Барбаре Франкопан. Натпис на ободу и капсула с минијатурним рељефом Богородице са Христом сврставају га у оквире православне личне побожности. Овај панагијар није панагија, коју носе православне владике, већ врста панагијара-реликвијара ношених о врату. Спада у категорију надгрудних или путних панагијара.
Панагијар се налази у доњем дијелу Трсатског реликвијара. Облика је округле и плошне плоче. Има пречник од 9 cm и ширину од 1,2 cm. На средини предње стране налази се медаљон од позлаћеног сребра, пречника 3 cm, на којем је плиткорељефна попрсна представа Богородице Одигитрије (путеводитељке) са Христом. На површини око медаљона зракасто су постављени већи и мањи комади полудрагог камења црвене, плаве, зелене и љубичасте боје, као и шест бисера, сви у посебним оковима од сребра, уоквирени упреденом жицом и кратким цјевастим украсима, изведеним у техници филиграна. Преостали међупростор испуњен је са шест честица моштију у двоструким носачима стреластог облика и назубљених оквира. Полеђину панагијара покрива позлаћена сребрна површина, уоквирена на ободу цјевастим украсима, кратким урезима подјељена на кружницу и натписни појас. Унутар кружнице урезан је разлистали трокраки крст на таласастом подножју, приказу Голготе, одакле избијају две асиметричне волуте. Покрај представе крста урезана су два дворедна криптограма, први између кракова крста: ИС ХС НИ КА, уобичајен сотириолошки пратилац крсних знакова, а други на подножју крста: ЛРБ, такође чест топографски натпис чије је разрјешење: МЕСТО ЛОБНО РАИ БИСТ. На широкој површини појаса око кружнице урезан је у три концентрична реда, кружно, посветни натпис деспотице Барбаре, ћирилицом: (1. ред) БЛАГОВОЉЕНИЈЕМ ОЦА, ПОСПЈЕШЕНИЈЕМ СИНА, СВРШЕНИЈЕМ ДУХА СВЈАТАГО, УЧИНИ ГОСПОЂА БАРБАРА, (2. ред) ДЕСПОТИЦА СИЈУ СВЕТУ ПАНАГИНИЦУ, НА СЛАВУ БОГУ И ПРЈЕЧИСТЕ И СВИХ СВЕТИХ МОШТИЈУ, ДА ЈУ ПОМИЛУЈУ И (3. ред) ЗАСТУПЕ ОТ СВАКОГО ЗЛА Б СЕМ ВЈЕЦЕ И БУДУШЧИМ ЖИЗН ВЈЕЧНУЈУ ДАРУЈУТ.
Текст гравера припада ресавском двојеровом правопису с коришћењем абревијатура, лигатура, акцената, надредних слова, те словних знакова различитог формата. Дубока капсула у средишту панагијара, гдје је лик Богородице са малим Христом, представља кључни показатељ његове функције. Ријеч је о
спремишту у које се смјештао комадић Богородичиног хљеба, панагије, чија је намјена скопчана с обредом освећења хљеба посвећеног Богородици, који се у различитим околностима обављао у оквиру Чина уздизања панагије. Обред није био ограничен само на монашку средину и простор манастирских трпезарија, већ је био обављан на византијском двору, али и међу свјетовним лицима, било у дому, послије обједа или у некој другој прилици, у случају невоље, опасности и припрема пред путовање, па је стога панагији, Богородичином хљебу, приписивана профилактичка моћ, а могла је бити замјена и за причешће.
Структура трсатског панагијара с моштима отвореним погледу и додиру, капсулом на којој је икона Богородице Одигитрије, као и садржај оба натписа, свједоче о култном предмету који припада побожној пракси православне цркве. Зато нема основа да питање вјероисповести Барбаре Франкопан, у периоду када је носила звање деспотице и док јој је први супруг био у животу, може бити друкчије сагледано од контекста што га пружа сам панагијар, предмет њене личне својине. О припадности источном обреду посебно говори текст на ободу панагијара. Чињеница да је траку с натписом, изведеним техником искуцавања, накнадно поставио на обод мајстор који је израдио већи дИо окова и грану цијелог реликвијара, јесте кључни показатељ тога да је деспотица у једном тренутку дала да се панагијар обнови, јер је првобитна трака била оштећена током ношења. Мајстор који је извео панагијар и посветни натпис на полеђини, очито више није био присутан у Барбарином окружењу, па је замјена траке и израда новог натписа повјерена оном који је био на располагању, а извори свједоче да су златари дјеловали и при двору у Бијелој Стијени, утврђеном граду у којем је деспот Вук са Барбаром најчешће боравио.
Панагијар деспотице Барбаре Франкопан, као и сви остали носачи моштију, накнадно је уклопљен у трсатски реликвијар, али није познато када се и под којим околностима то десило. Посветни натпис на панагијару је кључно свједочанство да је израђен за потребе деспотице и по њеном налогу, чиме се сврстала међу истакнуте ктиторке и донаторке, припаднице високог рода из средњег вијека.Натпис на позађу трсатског панагијара, изведен у најбољим традицијама позне српске епиграфике, својом садржином указује на улогу панагијара као инструмента молитвеног зазива деспотице за посредовање, али и на значај моштију као дијела тог култног предмета. Панагијар је драгоцјено свједочанство о погледима на свијет позносредњовековних жена, како у оквиру приватне побожности тако и у активном односу у сакупљању моштију светитеља. Шест честица које чине саставни дио панагијара свједоче о великом броју реликвија које су се у разноврсним видовима набављале током периода позног средњег вијека. Окружујући капсулу за смјештај освећене панагије, мошти су биле неодвојиви дио панагијара као средства духовне и тјелесне заштите деспотице Барбаре Франкопан Бранковић. Раскошно опремљен и сложеног садржаја, трсатски панагијар припада позно византијским енколпијама, које одликује типолошка разноврсност.

## Критика
У ишчитавању ћириличких изгравираних натписа на Трсатском реликвијару и тумачењу разних дијелова реликвијара, неки научници су правили грешке. Тако је хрватска историчарка умјетности Аријана Копрчина панагијар погрешно сматрала панагијом и да је првобитно припадао неком православном владици, иако је на панагијару посвета српске деспотице Барбаре, из чега се види да је она била власник и наручилац. Копрчина је усљед непознавања старог језика, скраћеницу с(ве)тога из тројичног зазива из натписа с панагијара читала као прилог стога. Српски историчар умјетности Бранислав Цветковић је у својој књизи Трсатски реликвијар повремено користио католичке изразе: клерици , умјесто клирици, распело  умјесто распеће, Марија Магдалена , умјесто Марија Магдалина... Из непознавања чињенице да се код православних, преко Грка, користи израз Магдалина, а код католика Магдалена, извео је погешан закључак да је у случају натписа Магдалина на реликвијару, гравер био икавац са далматинским поријеклом.